# Lisice (Bośnia i Hercegowina)
Lisice – wieś w Bośni i Hercegowinie, w Federacji Bośni i Hercegowiny, w kantonie zachodniohercegowińskim, w mieście Ljubuški. W 2013 roku liczyła 652 mieszkańców, z czego większość stanowili Chorwaci.